# Partisans iugoslaus
Els partisans iugoslaus van ser la principal força de resistència contra les potències de l'Eix als Balcans durant la Segona Guerra Mundial. Amb la denominació oficial d'Exèrcit Popular d'Alliberament i Separació Partisana de Iugoslàvia (Narodno-oslobodilačka vojska i partizanski odredi Jugoslavije), els partisans iugoslaus van ser comandats directament per Josip Broz Tito i el politburó del Partit Comunista de Iugoslàvia. El seu objectiu principal era l'alliberament de l'ocupació de l'Eix i la creació un estat Socialista a Iugoslàvia. El Partit Comunista de Iugoslàvia va intentar aglutinar diversos grups ètnics del país, per la preservació dels drets de cada grup. Els objectius del moviment de resistència rival, els Txètniks, d'ideologia tradicionalista i conservadora eren la permanència en el poder de la monarquia Iugoslava, així com garantir la seguretat de la població ètnica sèrbia, i la creació d'una Gran Sèrbia. Els dos moviments van estar enfrontats des del principi, però a partir de l'octubre de 1941 les relacions van degenerar en un conflicte a mesura que els txètniks evitaven l'enfrontament amb els forces ocupants o hi col·laboraven.
Van ser una força guerrillera durant els tres primers anys del conflicte. Amb el creixement de la seva eficàcia i suport popular, des de la segona meitat de 1944, el total de forces partisanes era de més de 650.000 homes i dones organitzats en quatre exèrcits i 52 divisions, que van participar en una guerra més de tipus convencional. L'abril de 1945 ja sumaven més de 800.000 combatents.
Els partisans aconseguiren finalment l'alliberament de Iugoslàvia, i esdevingueren una referència popular i cultural amb gran influència durant tot el periode de la Iugoslavia socialista.
El nom comú del moviment és el de partisans, mentre que l'adjectiu iugoslaus es fa servir de vegades per a distingir-los d'altres moviments partisans sorgits en la guerra.

## Origen
Aquest moviment es va començar a gestar durant la Guerra Civil espanyola, en la qual van combatre 1.500 iugoslaus, integrats en les Brigades Internacionals, amb el Bàndol republicà.
Després de la invasió de Iugoslàvia per part de les Potències de l'Eix el 1941, va sorgir el moviment, com a l'oposició militar contra les forces de l'Eix.

## Característiques i diferències amb els Txètniks
La crueltat de l'exèrcit de l'Alemanya nazi, que podia assassinar de forma indiscriminada fins a 100 habitants locals per cada soldat de la Wehrmacht mort, i les autoritats de l'Estat independent de Croàcia van ser contraproduents, augmentant el suport als partisans. La tàctica de Hitler i els seus titelles va fracassar; la seva brutalitat va tenir com a conseqüència que la població nacional proporciones un extens suport als partisans. La propaganda partisana, oberta a totes les nacionalistes iugoslaves, va resultar més atractiva per la majoria de la població que la Txètnik. Els partisans accentuaven més la seva lluita en l'alliberació nacional i l'acceptació de la diversitat iugoslava que en el Comunisme.
Els partisans acceptaven a qualsevol home o dona que es volgués unir-se a les seves files, a diferència dels Txètniks. Encara que ambdues formacions van estar constituïdes principalment per serbis fins ben entrat el 1943, els dirigents partisans no van aconseguir atreure reclutes croates i bosnians al principi, les tropes txètniks es van mantenir exclusivament sèrbies, participant activament en atrocitats contra la població no sèrbia. A partir de 1942, van augmentar els partisans d'origen musulmà i croat.
Els partisans tenien imatge atraient per a les masses iugoslaves, de modernitat i canvi, davant el tradicionalisme panserbi (amb escasses excepcions) que mostrava el moviment rival de Draza Mikhailović. Les dones tingueren una participació destacada entre els partisans, mentre que no tenien cap paper en les forces tradicionalistes dels txètniks.

## Creació i estratègia
El Partit Comunista de Iugoslàvia va començar a preparar-se per la lluita armada immediatament després de la invasió de Iugoslàvia per les Potències de l'Eix a l'abril de 1941, tot i que la rebel·lió efectiva no començaria fins al mes de juny, seguint també les consignes del Comintern i comptant amb el suport de la Unió Soviètica.
El 27 de juny es va organitzar l'Alt Estat Major dels Destacaments Partisans d'Alliberament del Poble de Iugoslàvia, amb Josip Broz Tito escollit com a comandant en cap, i amb els membres Milovan Đilas, Edvard Kardelj, Ivan Milutinović, Aleksandar Rankovic, Rade Končar, Franc Leskošek, Sreten Zujovic, Ivo Lola Ribar i Svetozar Vukmanović. El 4 de juliol es van mobilitzar tots els militants del Partit (un 10.000 aleshores) en l'alçament contra l'ocupació feixista. Aquest dia seria recordat des d'aleshores com el "Dia del combatent" i és quan es començaren a crear totes les unitats de combat. Si bé algunes unitats partisanes havien començat alguns dies abans a actuar. La primera fou la de la localitat croata de Sisak, creada el 22 de juny.
En la formació de les forces partisanes hi tingueren un paper destacat els combatents que havien lluitat en les Brigades Internacionals en la Guerra Civil espanyola contra les forces feixistes de Franco.
L'estratègia militar inicial dels partisans fou la guerra de guerrilles, cercant soscavar el domini del territori de les forces alemanyes, italianes i ustaixes i aconseguint el suport popular a l'aixecament i les forces resistents. Els seus primers atacs no van ser contra els destacaments alemanys, més ben armats, sinó contra els seus transports i contra l'administració col·laboracionista sèrbia, més endavant anaren incrementant l'atac i fustigament de les tropes alemanyes i els seus aliats. Les brutals represàlies alemanyes anaren incrementant ràpidament el suport popular als partisans i deslegitimant els col·laboracionistes. Els txetniks de Mikhailović en canvi, tractaven de coexistir amb els ocupants en teoria per organitzar una xarxa que, en vigílies de la derrota de l'Eix, pogués servir de suport a les ofensives Aliades, d'acord amb el govern a l'exili i dels britànics. Però la seva estratègia els suposà acabar col·laborant amb els ocupants contra la població, que donà suport als partisans, igual com acabaren fent també els britànics, davant la molt superior combativitat i efectivitat dels partisans contra els feixistes.
Amb el transcurs de la guerra, les unitats partisanes anaren incrementant la seva ofensiva i operacions de combat, guanyant així a més del suport popular, part dels combatents d'altres forces que davant la passivitat dels seus líders volien combatre els alemanys.
Les forces de l'Eix respongueren amb diferents operacions antipartisanes, que cercaven liquidar els principals contingents guerrillers. Fins a set grans ofensives tractaren de liquidar els partisans i eliminar la seva direcció, però tot i la superioritat numèrica i d'armaments de les forces alemanyes, italianes i de al dictadura feixista croata, totes elles fracassaren, i el moviment aconseguí refer-se i reforçar-se després de cadascuna d'elles, recuperant i estenent territoris alliberats.
Al final de la guerra, els partisans ja resultaven una força de combat formidable, i comptaven amb centenars de milers d'integrants i el suport majoritari de la població, i amb el suport i avanç de l'Exèrcit Roig, aconseguiren l'alliberament de tota Iugoslàvia.